# The Vanishing Shadow
The Vanishing Shadow é um seriado estadunidense de 1934, gênero ficção científica, dirigido por Lew Landers, em 12 capítulos, estrelado por Onslow Stevens, Ada Ince, Walter Miller e William Desmond. O seriado foi produzido e distribuído pela Universal Pictures, e veiculou nos cinemas estadunidenses a partir de 23 de abril de 1934.

## Sinopse
Stanley Stanfield é o inventor do Vanishing Ray, um dispositivo que, quando ativo, deixa apenas a sombra do usuário ainda visível. Após a reunião com um colega cientista, Carl Van Dorn, um protótipo é construído. Stanley pretende vender títulos da empresa para financiar a sua invenção. Ele herdou de seu pai, um antigo editor, o jornal Tribune, mas o corretor é corruptamente envolvido com Wade Barnett, o empresário que perseguira o pai de Stanley até a morte. Barnett quer os títulos e tenta adquiri-los de qualquer maneira.
Um conflito começa, portanto, entre Stanley e Barnett. No entanto, a namorada de Stanley, Gloria Grant, é na verdade Gloria Barnett, filha distante de Barnett. Nem o herói, nem o vilão querem prejudicar Gloria em sua luta. Muitos “gadgets” de ficção científica, incluindo um robô e o Raio Destruidor, também são apresentados.
Dorgan, empregado de Barnett, está descontente por ter que proteger Gloria. Eventualmente, ele captura Stanley e Gloria mas faz chantagem com seu patrão para garantir sua segurança. Barnett vem com o dinheiro do resgate e a polícia, mas é baleado na luta. Antes de morrer, ele faz as pazes com sua filha. Gloria e Stanley finalmente se casam e assumem o Tribune.

## Elenco
- Onslow Stevens … Stanley Stanfield, inventor do Vanishing Ray e filho do antigo editor do jornal Tribune.
- Ada Ince … Gloria Grant, namorada de Stanfield, que é também a filha distante de Ward Barnett, e mudou seu nome original Gloria Barnett.
- James Durkin … Carl Van Dorn, cientista louco e aliado de Stanfield
- Walter Miller … Ward Barnett, vilão
- Richard Cramer … Dorgan
- Edmund Cobb … Kent
- Monte Montague … Badger
- Al Ferguson … Stroud
- Sidney Bracey … Denny
- J. Frank Glendon … John Cadwell
- William Desmond … Editor MacDonald
- Beulah Hutton … Sal, atiradora
- Lee J. Cobb ... Chefe de equipe de rodovia (não-creditado)
- Tom London ... policial (não-creditado)
- William Steele ... capanga (não-creditado)

## Capítulos
1. Accused of Murder
2. The Destroying Ray
3. The Avalanche
4. Trapped
5. Hurled from the Sky
6. Chain Lightning
7. The Tragic Crash
8. The Shadow of Death
9. Blazing Bulkheads
10. The Iron Death
11. The Juggernaut
12. Retribution

Fonte: